# واسیلی سیگارف
واسیلی سیگارف (روسی: Васи́лий Владимирович Си́гарев؛ زادهٔ ۱۱ ژانویهٔ ۱۹۷۷) کارگردان فیلم، فیلم‌نامه‌نویس، و نمایشنامه‌نویس اهل روسیه است.

## فیلمشناسی
- زندگی - ۲۰۱۲